# 8847 Huch
8847 Huch eller 1990 TO3 är en asteroid i huvudbältet som upptäcktes den 12 oktober 1990 av de båda tyska astronomen Freimut Börngen och Lutz D. Schmadel vid Tautenburg-observatoriet. Den är uppkallad efter den tyska författarinnan, filosofen och historikern, Ricarda Huch.
Den tillhör asteroidgruppen Koronis.